# Anankastisk personlighetsstörning
Anankastisk personlighetsstörning, förkortat OCPD, är en personlighetsstörning, som liknar tvångssyndrom.
I DSM-IV kallas den tvångsmässig personlighetsstörning, men i Världshälsoorganisationens diagnossystem ICD-10 benämns störningen anankastisk personlighetsstörning. Den förväxlas ofta med tvångssyndrom, men har ett antal skillnader. Bland annat är tvångsbeteendena i tvångsmässig personlighetsstörning egosyntona, det vill säga att de överensstämmer med personens mål och moraliska övertygelser.
Mellan 2,1% och 7,9% av den allmänna befolkningen lider av störningen.

## Symptom
För att en person ska sägas ha en anankastisk personlighetsstörning krävs först att de allmänna kriterierna på personlighetsstörning uppfylls. Detta innebär bland annat att den egna personligheten och de egna attityderna ställer till problem för individen, att personlighetsdragen har utvecklats från och med barndomen (är inte plötsligt uppkomna), att beteendet inte beror på annan psykisk ohälsa, och att beteendemönstret är allmänt disharmoniskt.
Den anankastiska typen av personlighetsstörningen kännetecknas av tvivel och aktsamhet, perfektionism och upptagenhet vid detaljer, organisation, regler eller schemaläggningar, upptagenhet till den grad att de personliga relationerna blir lidande, pedanteri och kvarhållande vid konventioner, envishet och oförmåga att anpassa sig, och en tendens att insistera orättmätigt för att andra ska göra saker på personens sätt. En person som lider av störningen har sällan riktigt nära vänner och är ofta ensam i livet, det vill säga har ingen partner. 

## Behandling
Samtalsterapi är den vanligaste behandlingsformen, men medicin kan förskrivas om personen har problem med ångest och depression. Två vanliga terapiformer är kognitiv beteendeterapi och psykodynamisk terapi.